# Gustaf Peyron den äldre
Gustaf Abraham Peyron, född 17 juli 1783 i Sankt Petersburg, död 29 februari 1852, var en svensk friherre, militär och politiker, bland annat  krigsminister 1844–1848.

## Biografi
Gustaf Peyron var son till ministerresidenten Claes Bartholomeus Peyron samt bror till Eduard Peijron och Karl Peyron (1757–1784). Han var far till Gustaf Peyron den yngre och Knut Peyron.
Peyron blev 1794 fänrik vid amiralitetet, 1797 transporterades han till fänrik vid Svenska gardet, deltog 1807 i kriget i Pommern och utnämndes samma år till stabsadjutant hos konungen och kapten. Han förordnades 1813 till chef de bureau vid nordarméns i Tyskland generalstab, var i denna egenskap med vid Grossbeeren, Dennewitz och Leipzig, gjorde såsom överste 1814 års fälttåg i Brabant, Holstein och Norge.
Efter krigsslutet blev han 1818 chef för Jämtlands regemente, 1821 för Livbeväringsregementet och 1823 för Västmanlands regemente, 1824 landshövding i Södermanlands län, 1828 statssekreterare vid krigsexpeditionen, 1833 generalbefälhavare i 6. militärdistriktet, 1837 tillförordnad överpostdirektör och 1838 tillförordnad president i Krigskollegium samt kallades 18 maj 1844 till statsråd och chef för Lantförsvarsdepartementet. 
Vid sitt utträde ur konseljen 1848 övertog han generalbefälet i 2. militärdistriktet och förde det till sin död. 1825 erhöll han adlig och 1841 friherrlig värdighet samt blev 1815 ledamot av Krigsvetenskapsakademien. År 1841 kreerades han till filosofie doktor i Jena.

## Utmärkelser

### Svenska utmärkelser
- Riddare och kommendör av Kungl. Maj:ts Orden (Serafimerorden), 26 juni 1850.[3]
- Kommendör med stora korset av Svärdsorden, 5 augusti 1836.[3]
- Kommendör av Svärdsorden, 14 mars 1824.[3]
- Riddare av Svärdsorden, 28 januari 1811.[3]

### Utländska utmärkelser
- Storkorset av Danska Dannebrogorden, 30 april 1845.
- Storkorset av Hannoverska Guelferorden, 18 april 1845.
- Riddare av andra klassen med stjärna av Preussiska Röda örns orden, 11 december 1840.[3]
- Riddare av Preussiska Pour le Mérite, september 1813.[3]
- Riddare av andra klassen av Ryska Sankt Vladimirs orden, 31 mars 1824.[3]
- Riddare av tredje klassen av Ryska Sankt Vladimirs orden, oktober 1813.[3]
- Riddare av andra klassen av Ryska Sankt Annas orden, mars 1814.[3]